# Joey Bragg
Joey Bragg (n. 20 iulie 1996, Union City⁠(d), California, SUA) este un actor american.
Este cunoscut mai ales pentru rolul Joey Rooney pe care l-a jucat în serialul de televiziune Liv și Maddie, precum și pentru rolul Magoo din filmul Camp Fred⁠(en)[traduceți].

## Filmografie
- 2012: Gulliver Quinn, în rolul lui Karl
- 2012: Camp Fred, în rolul lui Magoo
- 2012: The OD
- 2013: AwesomenessTV
- 2013: Bits and Pieces, în rolul lui Sticky
- 2013 - prezent: Liv și Maddie, în rolul lui Joey Rooney